# Korstecknad tasslöpare
Korstecknad tasslöpare (Demetrias imperialis) är en skalbaggsart som först beskrevs av Ernst Friedrich Germar 1824.  Korstecknad tasslöpare ingår i släktet Demetrias, och familjen jordlöpare. Arten är reproducerande i Sverige.

## Bildgalleri

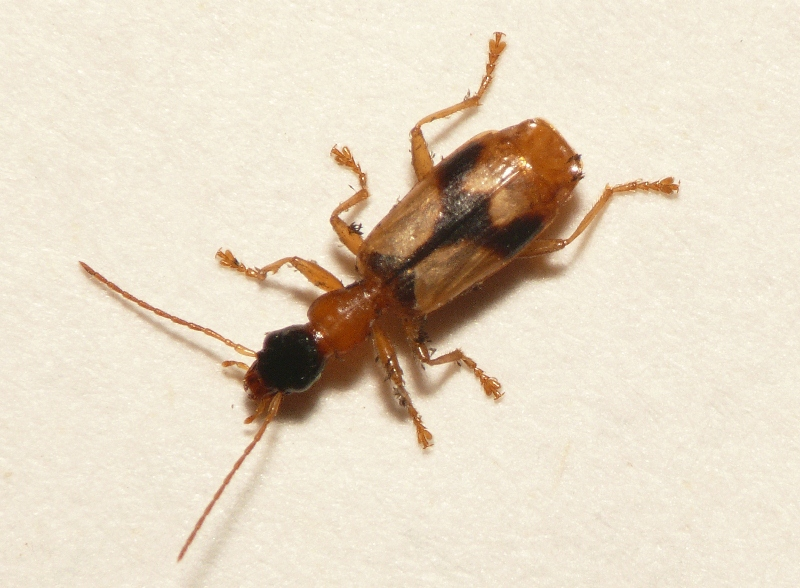